# Токро венесуельський
Токро венесуельський (Odontophorus columbianus) — вид куроподібних птахів родини токрових (Odontophoridae).

## Поширення
Ендемік Венесуели. Поширений у Прибережному хребті на півночі країни. Мешкає у вологих гірських лісах на висоті 800—2400 над рівнем моря.

## Опис
Тіло завдовжки 25-28 см, вагою 315 г. Маківка і потилиця темно-червонувато-коричневі, щоки та субокулярна область чорнуваті, лоб блідий, а брова з ледь помітними білими плямами; спина, крила та хвіст коричневі з чорними та білими смугами і крапками; горло біле з чорними плямами і облямоване знизу чорним півмісяцем; нижня частина тіла у самця червоно-русяво-коричнева з білими плямами, у самиці — сіра.